# Feuerschwanzamadine
Die Feuerschwanzamadine (Stagonopleura bella) ist ein australischer Singvogel aus der Familie der Prachtfinken. Es werden keine Unterarten für diese Art unterschieden.

## Merkmale
Die 10 bis 13 cm lange und 14 g schwere Feuerschwanzamadine ist ein kleiner gedrungener Vogel und damit etwas kleiner als der Diamantfink. Ein Sexualdimorphismus besteht nicht.
Das Gefieder ist großteils oliv-braun. Die weiße Brust weist eine feine dunkle Strichelung auf. Der Kopf hat eine schwarze Maske mit blassblauen Augenringen und einen dicken, roten Schnabel. Der Rumpf ist purpurrot. Die Beine und Füße sind rosafarben. Die Flügel sind kurz und gerundet und der Schwanz ist kurz und abgerundet.
Die Jungvögel sind weniger farbenprächtig mit einer kleineren Augenmaske und einem schwärzlichen Schnabel.

## Vorkommen und Lebensweise

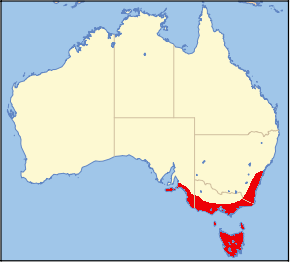
Verbreitungsgebiet der Feuerschwanzamadine

Die Feuerschwanzamadine kommt endemisch in Südostaustralien vor. Das Verbreitungsgebiet erstreckt sich von Newcastle bis zur Känguru-Insel. Am häufigsten jedoch ist er Vogel auf Tasmanien und anderen Inseln. Er lebt in küstennahen Heiden, Wäldern und Gestrüpp, nie weit von Wasser entfernt. Im Allgemeinen ist die Feuerschwanzamadine sehr scheu. Auf Tasmanien brütet er aber auch in Gärten und in Parkanlagen. In der Großstadt Hobart kommt die Feuerschwanzamadine sogar in Vorgärten vor.
Die Feuerschwanzamadine gilt als Standvogel und unternimmt nur lokale Wanderungen. Außerhalb der Brutzeit werden sie in kleinen Gruppen von bis zu zwölf Vögeln beobachtet. Im australischen New South Wales schließen sie sich gelegentlich sogar Schwärmen von Dornastrilden an. Der Flug ist sehr gradlinig und häufig sogar sehr schnell. Das gilt insbesondere, wenn offene Lichtungen in einem relativ dichten Waldgebiet überquert werden.
Die Feuerschwanzamadine ernährt sich hauptsächlich von Grassamen und Samen der Kasuarinen und des Teebaums. Gelegentlich ergänzen kleine Insekten und Schnecken die Nahrung. Zur Nahrungssuche begeben sie sich meistens auf den Boden, wobei die Vögel mit hoher Geschwindigkeit über weite Strecke hüpfen können. Bei Gefahr drücken sie sich lautlos an den Boden und sind dann aufgrund ihrer Gefiederfarbe kaum auszumachen.

## Fortpflanzung
In der Brutzeit von Oktober bis Januar nistet die Feuerschwanzamadine im dichten Blattwerk nahe dem Boden. Das Nest wird aus dünnen Grashalmen gebaut und mit Federn ausgepolstert. Es ist flaschenförmig geformt mit einem langen tunnelförmigen Eingang auf der Seite, der zur Brutkammer führt.
Beide Elternvögel bauen das Nest, bebrüten die fünf bis acht Eier rund 20 Tage lang und füttern die Küken, die nach 20 Tagen das Nest verlassen. Nach weiteren vier Wochen werden sie selbständig und erreichen mit neun bis zwölf Monaten die Geschlechtsreife.

## Haltung
Feuerschwanzamadinen spielen in der europäischen Ziervogelhaltung keine wesentliche Rolle und werden auch in Australien nur selten gehalten. Der europäische Erstimport war ein Pärchen, das im Mai 1870 in den Londoner Zoo kam. Sie gelten als sehr schwer zu halten und sind für eine Käfighaltung gänzlich ungeeignet.

## Belege

### Einzelbelege
1. ↑  Nicolai u. a., S. 23.
2. ↑  Nicolai u. a., S. 24.
3. ↑  Nicolai u. a., S. 24 und S. 25.